# Вълко Бимбелов
Вълко Бимбелов Шейтанпенчов е хайдутин от стара българска фамилия, чиито предци се губят в стари времена.
Роден е във Факия между 1770 и 1775 година. Имал идея за създаването на малка свободна държава в Странджа планина, която постепенно да се разраства в българските земи. За тази цел около 1800 г. Вълко войвода събира голяма чета от прочути по това време хайдушки предводители. Тези юначни българи били Индже войвода, Кара Колю, дядо Никола Узуна, Моньо войвода, Диньо войвода, Трифон войвода, Вълчан войвода, Добри войвода и неколцина други.
Макар да няма сведения за развитието на това начинание, знае се, че Вълко войвода е бил закрилник на местното странджанско население много години. След Одринският мир от 1829 г. минава Дунава и се заселва в Бесарабия, където остава до края на живота си.
В памет на народния закрилник Вълко Бимбелов професор Васил Захариев рисува негов портрет, издаден от Български пощи на възпоменателна пощенска марка.